# Hans Hermann Groër
Hans Hermann Wilhelm Groër OSB (13. října 1919, Vídeň – 24. března 2003, St. Pölten) byl rakouský kardinál, benediktin a vídeňský arcibiskup. Výkonu všech církevních funkcí se však vzdal poté, co jej několik bývalých žáků katolického internátu v roce 1995 obvinilo ze sexuálního zneužívání.

## Životopis
Groër se narodil ve Vídni německým rodičům. V roce 1929 se přestěhovali do Československa, kde žili po dalších deset let. Navštěvoval pak semináře v Hollabrunnu a Vídni. Vysvěcen na kněze byl 12. dubna 1942. Po druhé světové válce se stal prefektem hollabrunského semináře.
Vídeňským arcibiskupem byl Groër od roku 1986, kardinálem se stal v roce 1988. V době svého úřadu se snažil pomáhat katolické církvi v sousedních zemích ovládaných komunisty. Oficiální partnerství bylo navázáno mezi diecézemi Vídeň a Brno. Celebroval například bohoslužbu při svěcení kostela sv. Cyrila a Metoděje ve Vídni na Brněnské ulici v roce 1995.
V roce 1995 jej však několik bývalých žáků semináře v Hollabrunnu, kde pobývali v 70. letech 20. stol., obvinilo ze zneužívání.
Dne 14. září téhož roku rezignoval na funkci vídeňského arcibiskupa. Po žádosti papeže Jana Pavla II. se Groër v dubnu 1998 vzdal i všech svých dalších církevních povinností a privilegií.
Jeden ze stěžovatelů uvedl, že kvůli své víře se nechtěl o případu šířit, ale rozhodl se promluvit poté, co část církevních kruhů začala vyzdvihovat Groëra jako „svatého muže". Vzhledem k faktu, že případy už byly promlčeny, nebylo policejní vyšetřování nikdy zahájeno. Groër zemřel na rakovinu roku 2003.

## Odkazy

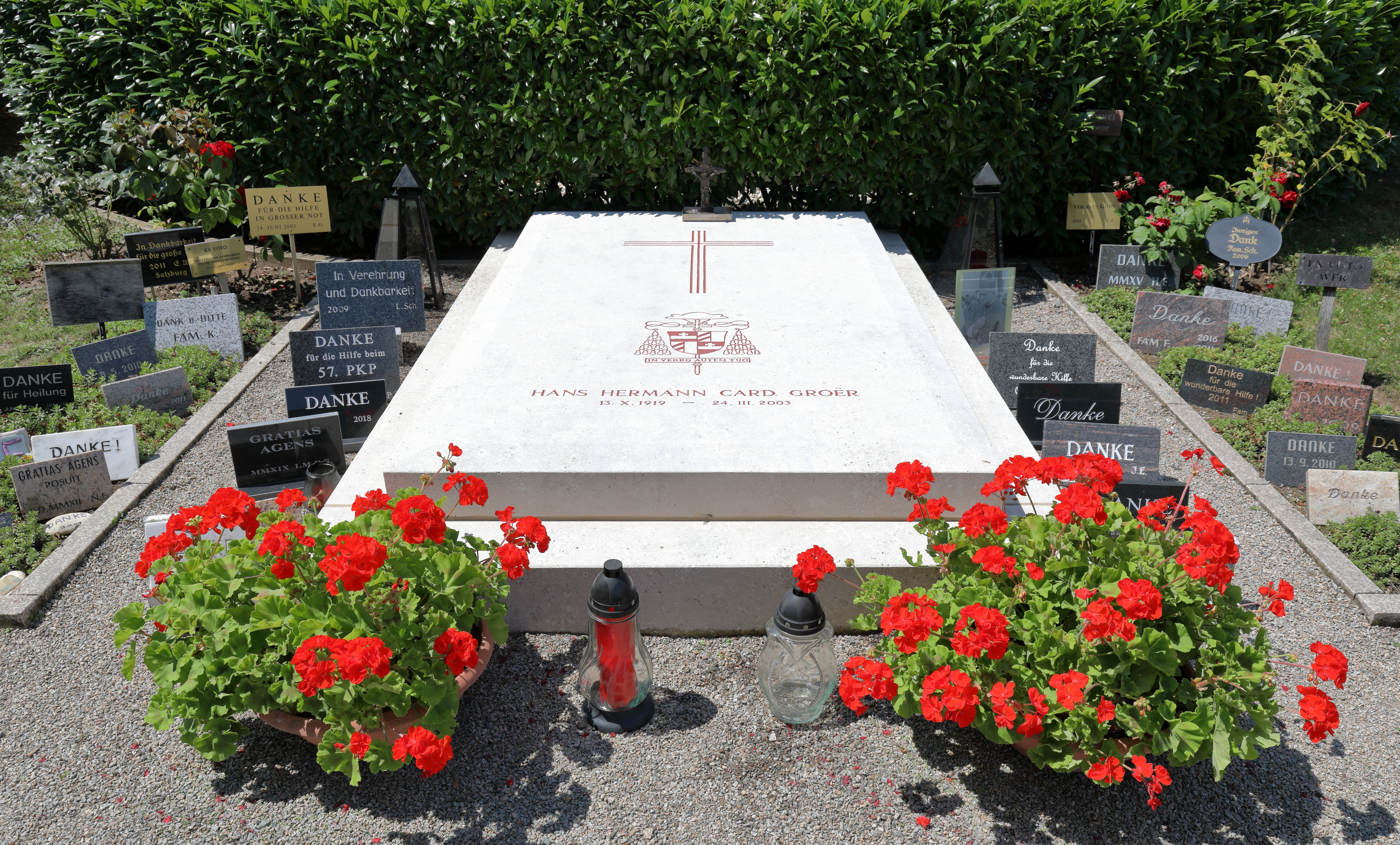
Hrob kardinála Groëra (v levém horním rohu se nachází poděkování Ex voto)